# Stazione meteorologica di Forlì Aeroporto
La stazione meteorologica di Forlì Aeroporto è la stazione meteorologica di riferimento per l'Organizzazione Meteorologica Mondiale e per il Servizio Meteorologico dell'Aeronautica Militare, relativa alla città di Forlì.

## Caratteristiche
La stazione meteorologica, gestita dall'ENAV, si trova nell'Italia nord-orientale, in Emilia-Romagna, in provincia di Forlì-Cesena, nel comune di Forlì, a 32 metri s.l.m. e alle coordinate geografiche 44°12′02.14″N 12°03′38.69″E.

## Medie climatiche ufficiali

### Dati climatologici 1961-1990
In base alla media trentennale di riferimento 1961-1990, ancora in uso per l'Organizzazione meteorologica mondiale e definita Climate Normal (CLINO), la temperatura media del mese più freddo, gennaio, si attesta a +3,1 °C; quella del mese più caldo, luglio, è di +24,7 °C.
Le precipitazioni medie annue si aggirano sui 650 mm, distribuite mediamente in 81 giorni, con minimi relativi in inverno ed estate e picchi molto moderati in primavera ed autunno.
| Forlì Aeroporto (1961-1990) | Mesi   | Mesi   | Mesi   | Mesi  | Mesi   | Mesi  | Mesi  | Mesi   | Mesi  | Mesi   | Mesi   | Mesi   | Stagioni | Stagioni | Stagioni | Stagioni | Anno |
| Forlì Aeroporto (1961-1990) | Gen    | Feb    | Mar    | Apr   | Mag    | Giu   | Lug   | Ago    | Set   | Ott    | Nov    | Dic    | Inv      | Pri      | Est      | Aut      | Anno |
| --------------------------- | ------ | ------ | ------ | ----- | ------ | ----- | ----- | ------ | ----- | ------ | ------ | ------ | -------- | -------- | -------- | -------- | ---- |
| T. max. media (°C)          | 5,4    | 8,2    | 13,0   | 17,2  | 22,3   | 26,6  | 29,2  | 28,4   | 24,6  | 18,4   | 11,4   | 6,5    | 6,7      | 17,5     | 28,1     | 18,1     | 17,6 |
| T. min. media (°C)          | 0,8    | 2,7    | 6,2    | 9,5   | 13,9   | 17,7  | 20,2  | 19,9   | 16,7  | 11,9   | 6,5    | 2,0    | 1,8      | 9,9      | 19,3     | 11,7     | 10,7 |
| Precipitazioni (mm)         | 38     | 40     | 50     | 57    | 53     | 54    | 40    | 59     | 66    | 62     | 79     | 56     | 134      | 160      | 153      | 207      | 654  |
| Giorni di pioggia           | 7      | 6      | 7      | 8     | 8      | 6     | 4     | 6      | 6     | 7      | 8      | 8      | 21       | 23       | 16       | 21       | 81   |
| Vento (direzione-m/s)       | NW 2,8 | NW 2,8 | NW 3,1 | E 3,1 | SW 3,1 | E 3,0 | E 3,0 | SW 2,9 | E 2,7 | NW 2,5 | NW 2,8 | NW 2,8 | 2,8      | 3,1      | 3,0      | 2,7      | 2,9  |

## Valori estremi

### Temperature estreme mensili dal 1969 ad oggi
Nella tabella sottostante sono riportate le temperature massime e minime assolute mensili, stagionali ed annuali dal 1969 ad oggi, con il relativo anno in cui queste sono state registrate. La massima assoluta del periodo esaminato di +43,0 °C è del 4 agosto 2017 ed ha superato di 3 °C la precedente del luglio 1983, mentre la minima assoluta di -18,6 °C risale al gennaio 1985.
| Forlì Aeroporto (1969-2023) | Mesi         | Mesi         | Mesi         | Mesi        | Mesi        | Mesi        | Mesi              | Mesi        | Mesi        | Mesi        | Mesi        | Mesi         | Stagioni | Stagioni | Stagioni | Stagioni | Anno  |
| Forlì Aeroporto (1969-2023) | Gen          | Feb          | Mar          | Apr         | Mag         | Giu         | Lug               | Ago         | Set         | Ott         | Nov         | Dic          | Inv      | Pri      | Est      | Aut      | Anno  |
| --------------------------- | ------------ | ------------ | ------------ | ----------- | ----------- | ----------- | ----------------- | ----------- | ----------- | ----------- | ----------- | ------------ | -------- | -------- | -------- | -------- | ----- |
| T. max. assoluta (°C)       | 20,6 (1979)  | 23,0 (1990)  | 26,3 (2001)  | 31,0 (2011) | 34,9 (2009) | 37,6 (2003) | 40,0 (1983, 2022) | 43,0 (2017) | 35,4 (2015) | 33,0 (2023) | 24,4 (2002) | 22,0 (1989)  | 23,0     | 34,9     | 43,0     | 35,4     | 43,0  |
| T. min. assoluta (°C)       | −18,6 (1985) | −14,0 (1991) | −10,5 (2005) | −3,0 (2003) | 0,0 (1976)  | 6,6 (1976)  | 9,7 (2007)        | 9,3 (2005)  | 4,8 (1974)  | −1,1 (2012) | −5,6 (1975) | −11,0 (1996) | −18,6    | −10,5    | 6,6      | −5,6     | −18,6 |